# Zbigniew Sojka
Zbigniew Sojka (ur. 28 czerwca 1955 w Lubaczowie) – polski chemik, profesor Uniwersytetu Jagiellońskiego w Krakowie. W latach 2003–2009 kierownik Zakładu Chemii Nieorganicznej Wydziału Chemii UJ. Od 2000 roku kierownik Zespołu Katalizy i Fizykochemii Ciała Stałego oraz Wydziałowo-Środowiskowej Pracowni Elektronowego Rezonansu Paramagnetycznego, Środowiskowego Laboratorium Analiz Fizykochemicznych i Badań Strukturalnych.
Habilitację uzyskał w roku 1998, a tytuł profesora nauk chemicznych w roku 2005.
Jest autorem publikacji z zakresu katalizy i fizykochemii powierzchni ciała stałego. Jego prace badawcze poświęcone są spektroskopii EPR, modelowania molekularnego, chemii powierzchni ciała stałego, katalizy heterogenicznej i chemii materiałów.
Został odznaczony Złotym Krzyżem Zasługi (1999) i Krzyżem Kawalerskim Orderu Odrodzenia Polski (2022).